# Бобровичи (Брестская область)
Бобровичи (бел. Бабро́вічы) — деревня в Телеханском сельсовете Ивацевичского района Брестской области Беларуси. До 2013 года входила в состав Выгонощанского сельсовета.

## География
Расположена в 32 км к юго-востоку от Ивацевичей.

### Гидрография
На южном берегу Бобровичского озера, среди лесов и болот.

## История
Является одним из самых древних населённых пунктов Ивацевичского района. Известна с 1401 года, когда великий князь Витовт подарил Вядскую волость вместе с деревней Бобровичи слуцким князьям Олельковичам.
Древнее поселение близ деревни у озера принадлежит свидерской культуре, открыто в 1963 году археологом В. Ф. Исаенком. Найдены наконечники стрел, ножи с боковой ретушью, резаки и пр. В Бобровичах местным краеведом В. Н. Бычковским в 2005 году создан пополняемый музей.
С 12 октября 1940 года по 17 ноября 1948 года центр Бобровичского сельсовета, после — в Телеханском сельсовете. До 26 июня 2013 года деревня входила в состав Выгонощанского сельсовета.

## Население

### Численность
- 2019 год — 70 жителей

### Динамика
- 1999 год — 104 жителей (перепись населения)
- 2009 год — 56 жителей (перепись населения)
- 2011 год — 60 жителей
- 2019 год — 70 жителей (перепись населения)

## Культура
- Краеведческий музей В. Н. Бычковского

## Достопримечательности
- Стоянка периода мезолита, расположенная на северо-восточном берегу озера Бобровичское в д. Бобровичи —  Историко-культурная ценность Республики Беларусь, шифр 113В000289.
- Дот времён Первой мировой войны 1914 года.
- Часовня в честь великомученицы Параскевы Пятницы.
- Царь-дуб, который в окружности более 7 метров.

### Утраченное наследие
- Пятницкая церковь, сгорела в 1942 году.

## Галерея

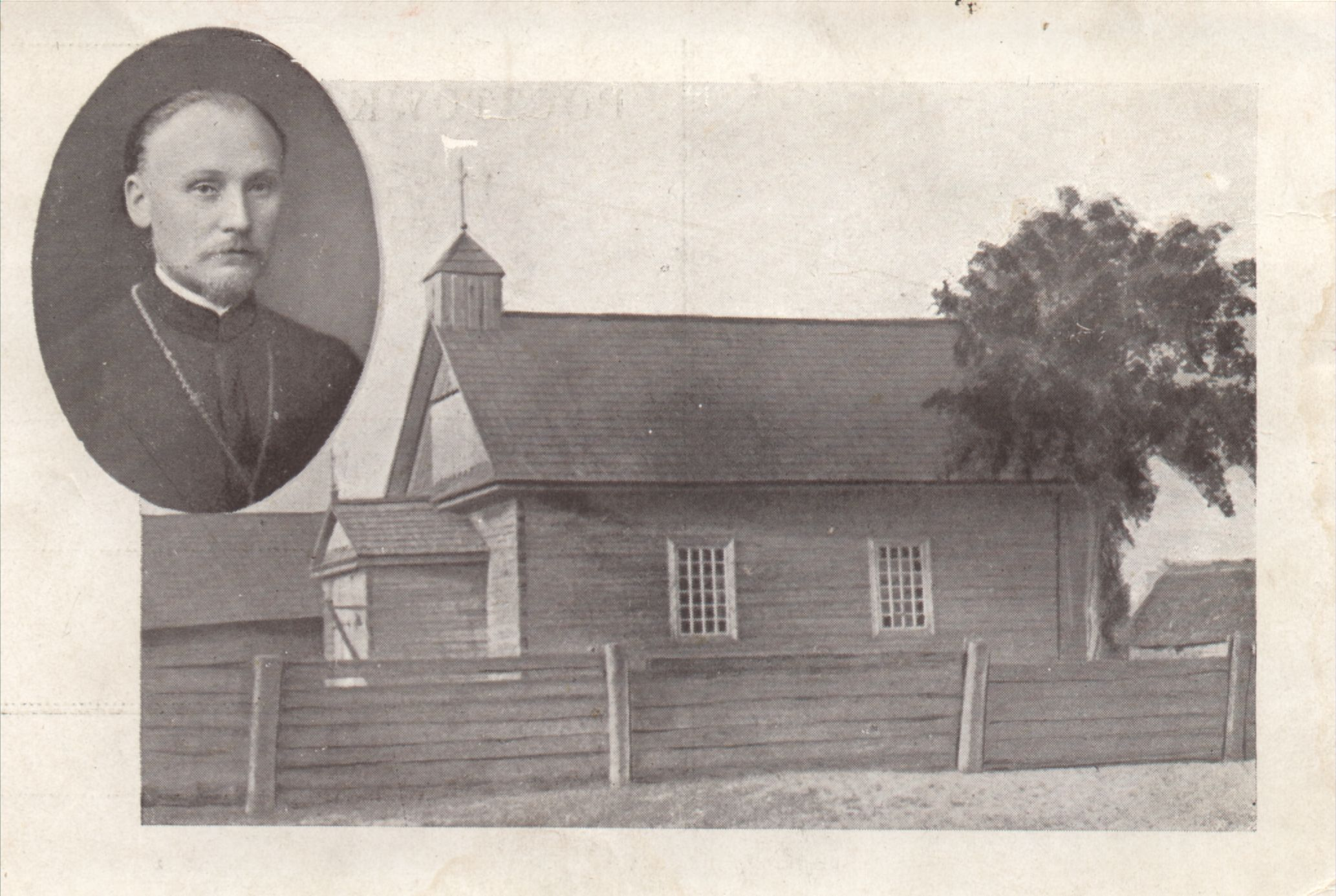
Пятницкая церковь и Болеслав Пачопка, который служил в ней в 1930-е гг.
Этнографический музей в Бобровичах
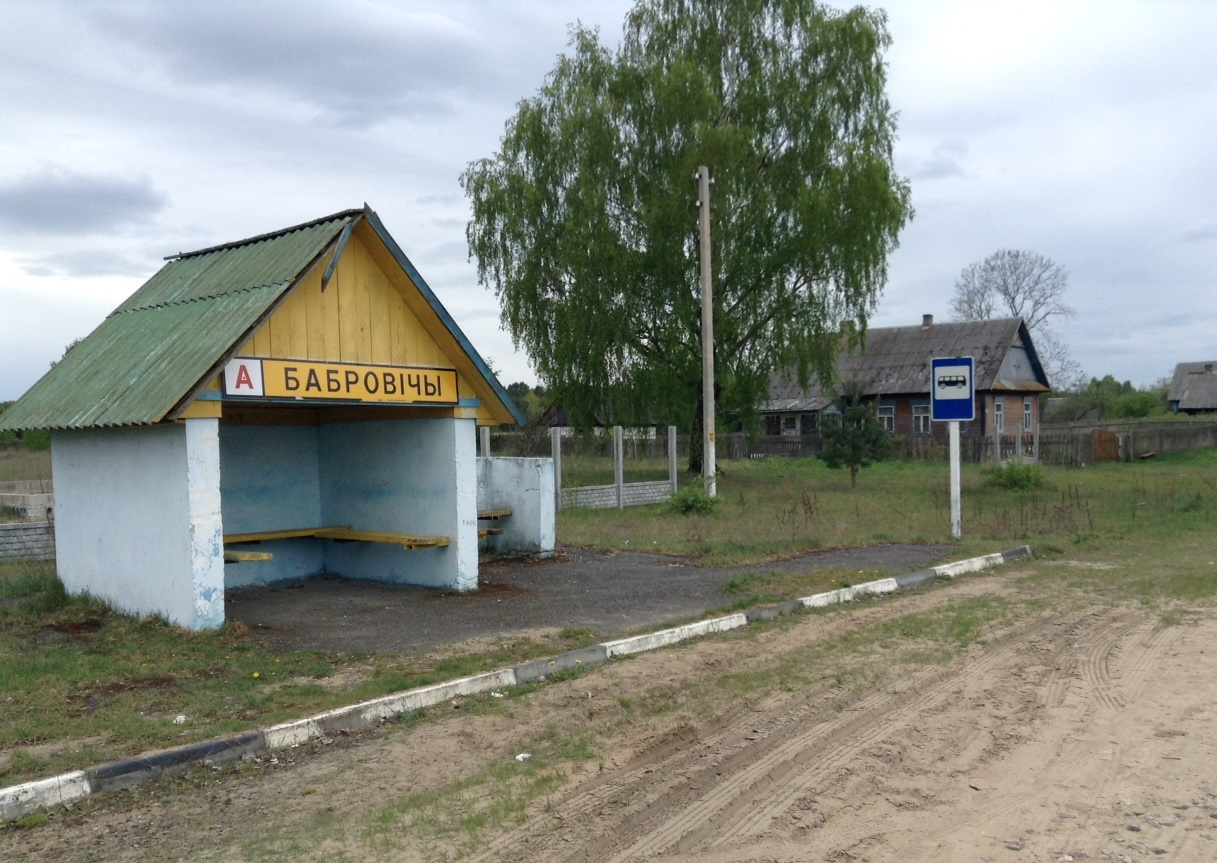
Автобусная остановка в Бобровичах
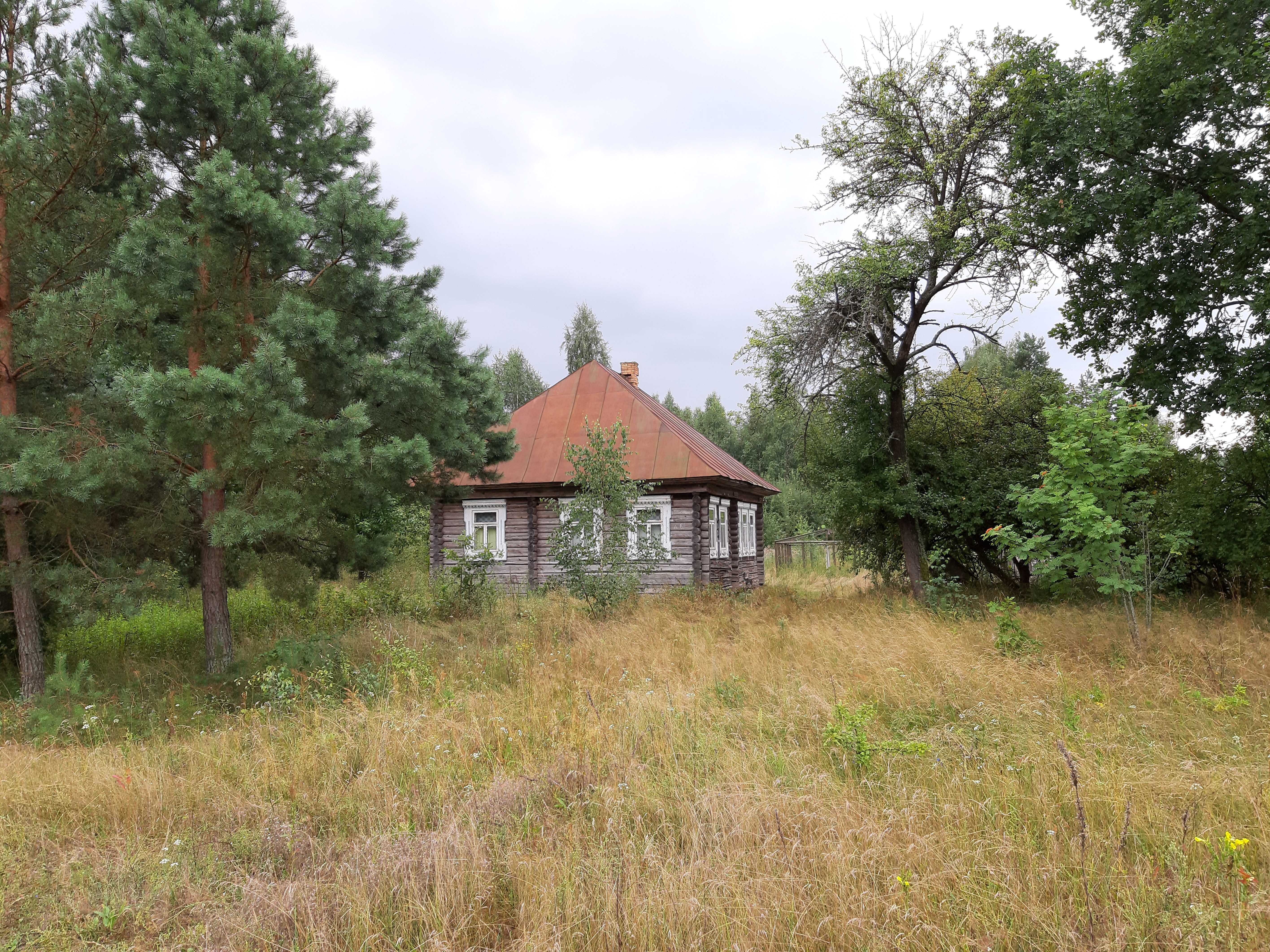
Панорама
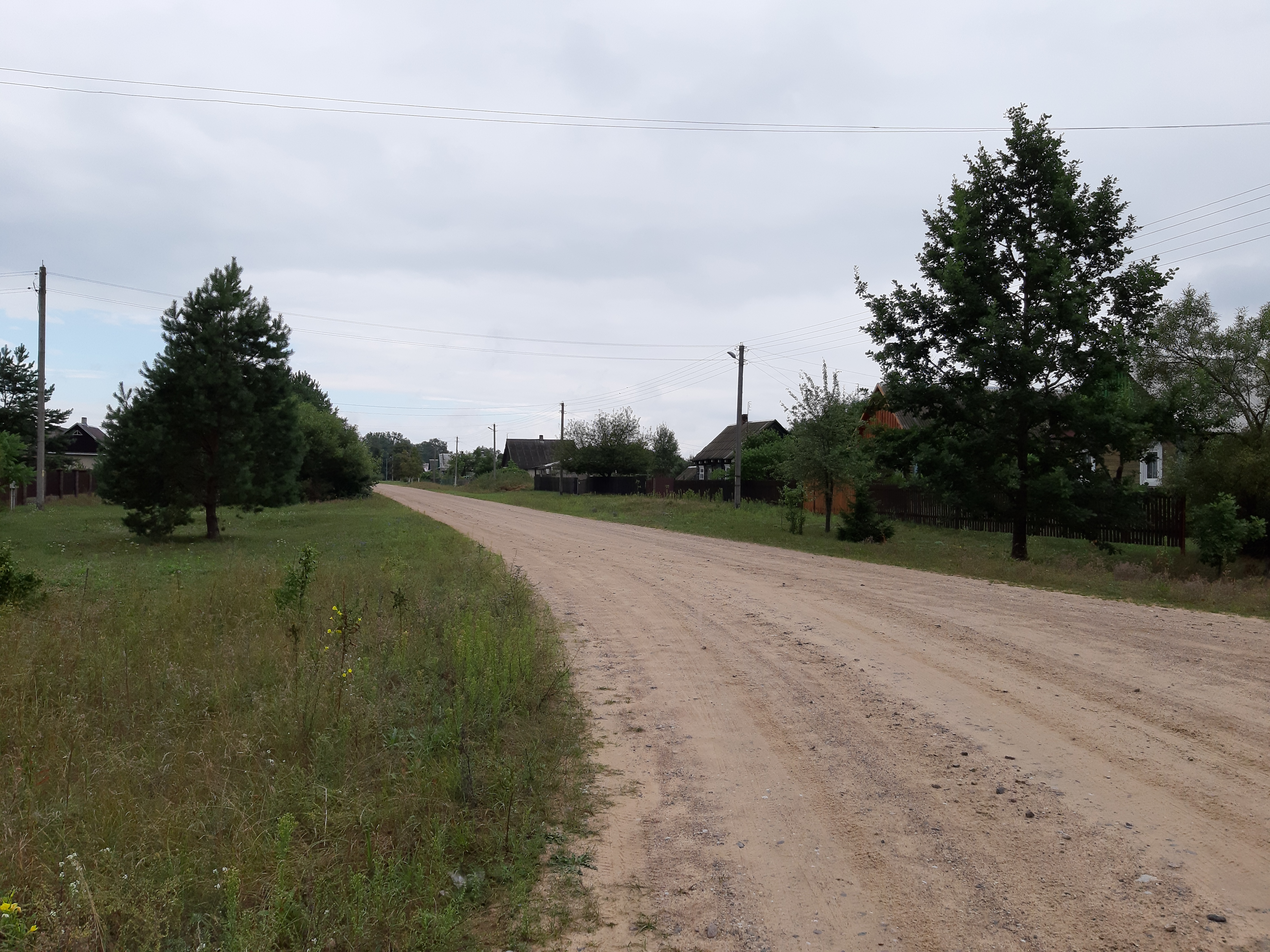
Панорама
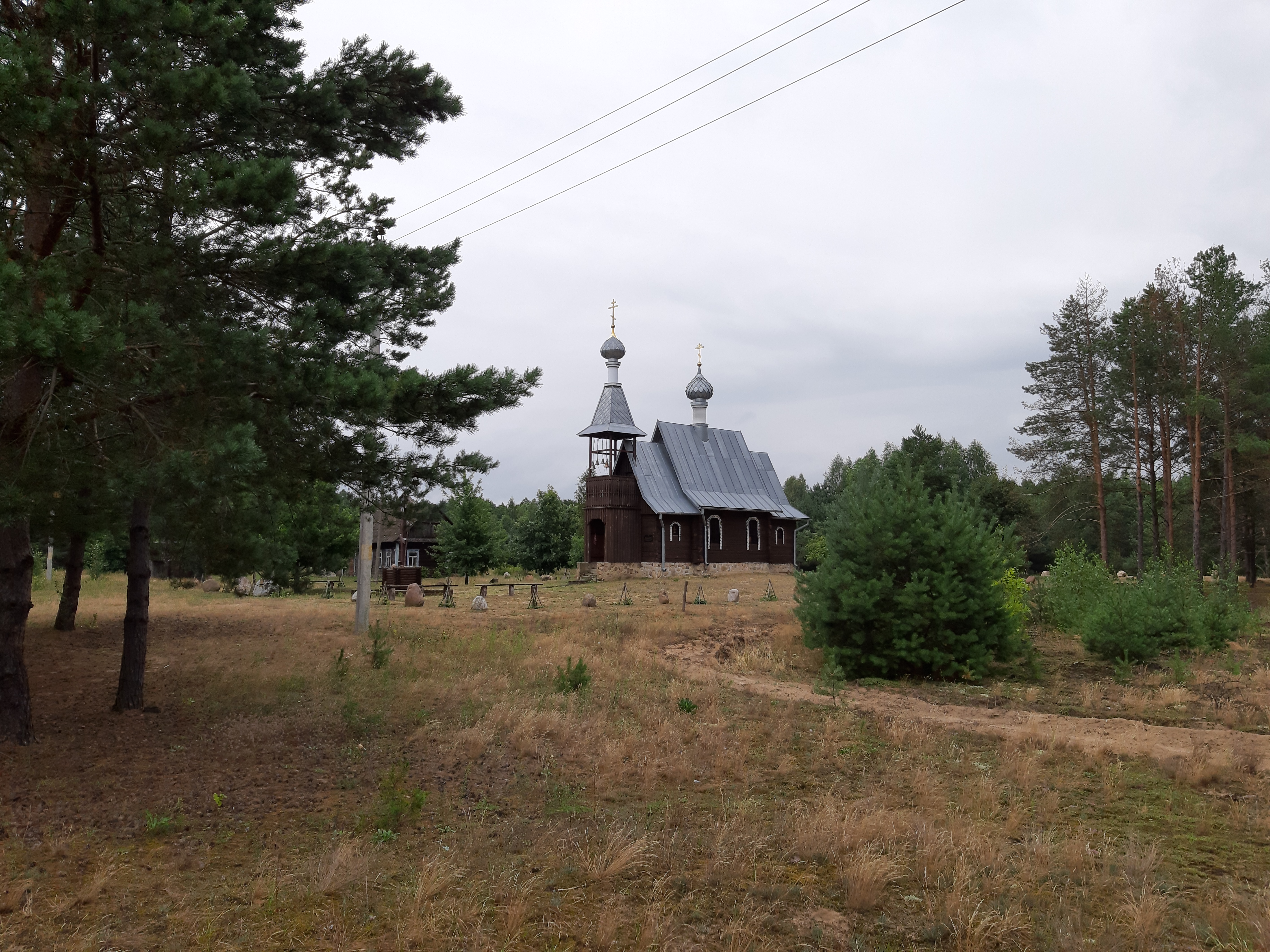
Панорама